# Only Human (canção de Jonas Brothers)
"Only Human" é uma música da banda americana Jonas Brothers do álbum Happiness Begins (2019). Foi lançado em 2 de julho de 2019, como o terceiro single do álbum, quando o álbum foi lançado. A música foi escrita pelo grupo e pelo produtor da música, Shellback.

## Vídeo musical
Um videoclipe oficial com tema dos anos 80, dirigido por Anthony Mandler, foi lançado em 13 de agosto de 2019. Estrelando os irmãos Jonas Nick, Joe e Kevin e o dançarino profissional Declan McDonough.

## Apresentações ao vivo
Os Jonas Brothers apresentaram no The Tonight Show, estrelado por Jimmy Fallon em 13 de junho de 2019. Eles tocaram a música novamente em 18 de julho de 2019 noLate Night with Seth Meyers. Em 8 de outubro de 2019 eles apresentaram a música no The Ellen DeGeneres Show.

## Histórico de lançamento
| Região | Data               | Formatos               | Gravadora |
| ------ | ------------------ | ---------------------- | --------- |
| Mundo  | 2 de julho de 2019 | Download digital       | Republic  |
| Itália | 5 de julho de 2019 | Contemporary hit radio | Republic  |

## Certificações
| País (Empresa)        | Certificação | Vendas |
| --------------------- | ------------ | ------ |
| Canadá (Music Canada) | Platina      | 80.000 |

## Desempenho nas tabelas
| Listas (2019)                           | Posição |
| --------------------------------------- | ------- |
| Alemanha (Airplay Chart)                | 8       |
| Austrália (ARIA)                        | 38      |
| Bélgica (Ultratop) Flanders             | 10      |
| Bélgica (Ultratop) Wallonia             | 47      |
| Canadá (Canadian Hot 100)               | 20      |
| Canadá (Canadian AC)                    | 30      |
| Canadá (CHR/Top 40)                     | 8       |
| Canadá (Hot AC)                         | 13      |
| China (Airplay/FL)                      | 27      |
| Escócia (Official Charts Company)       | 84      |
| Eslováquia (Radio Top 100)              | 25      |
| Eslováquia (Singles Digital Top 100)    | 26      |
| Eslovénia SloTop50                      | 24      |
| Estados Unidos (Billboard Hot 100)      | 20      |
| Estados Unidos (Adult Contemporary)     | 27      |
| Estados Unidos (Adult Top 40)           | 6       |
| Estados Unidos (Dance/Mix Show Airplay) | 14      |
| Estados Unidos (Mainstream Top 40)      | 5       |
| Estados Unidos (Rolling Stone Top 100)  | 51      |
| Estónia (Eesti Tipp-40)                 | 31      |
| França (SNEP)                           | 112     |
| Hungria (Stream Top 40)                 | 18      |
| Irlanda (IRMA)                          | 30      |
| Nova Zelândia Hot Singles (RMNZ)        | 35      |
| Países Baixos (Dutch Top 40)            | 10      |
| Países Baixos (Single Top 100)          | 40      |
| Polónia (Polish Airplay Top 100)        | 2       |
| Portugal (AFP)                          | 67      |
| Reino Unido (UK Singles Chart)          | 64      |
| Chéquia (Rádio Top 100)                 | 67      |
| Chéquia (Singles Digitál Top 100)       | 40      |
| Suécia (Sverigetopplistan)              | 92      |
| Suíça (Schweizer Hitparade)             | 75      |